# Браян Прайс
Браян Прайс  (англ. Brian Price; нар. 19 лютого 1976) - канадський веслувальник, олімпійський чемпіон.

## Виступи на Олімпіадах
| Олімпіада   | Дисципліна                     | Місце |
| ----------- | ------------------------------ | ----- |
| Афіни 2004  | вісімка розстібна зі стерновим | 5     |
| Пекін 2008  | вісімка розстібна зі стерновим | 1     |
| Лондон 2012 | вісімка розстібна зі стерновим | 2     |